# Louis-Gabriel Suchet
Louis-Gabriel Suchet (2 tháng 3, 1770 – 3 tháng 1, 1826), Công tước của Albufera (tiếng Pháp: Duc d'Albuféra), là một thống chế Pháp, và một trong những chỉ huy thành công nhất của Cách mạng Pháp và Chiến tranh Napoleon

## Tiểu sử

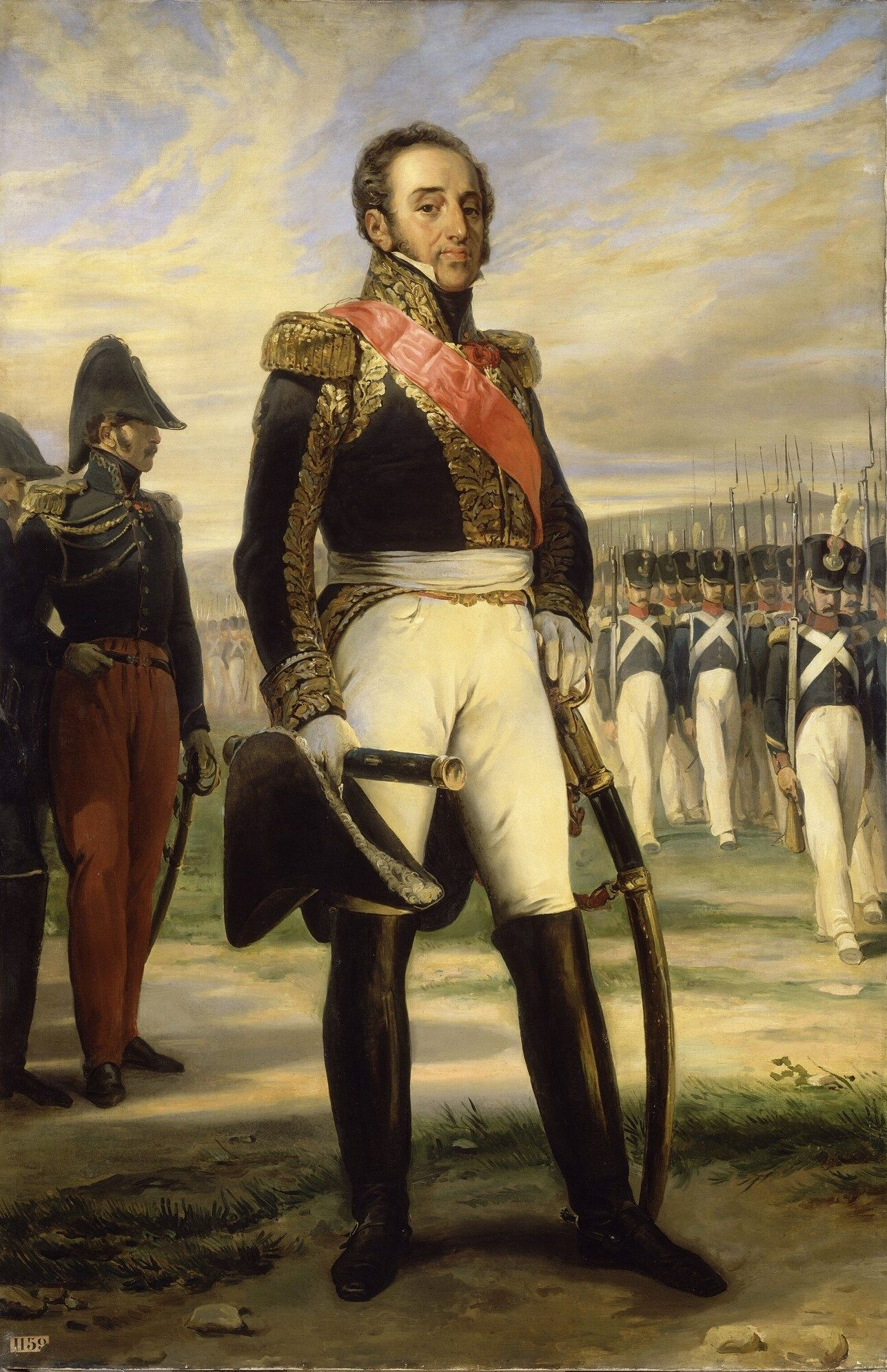
Thống chế Suchet (vẽ bởi Guérin)

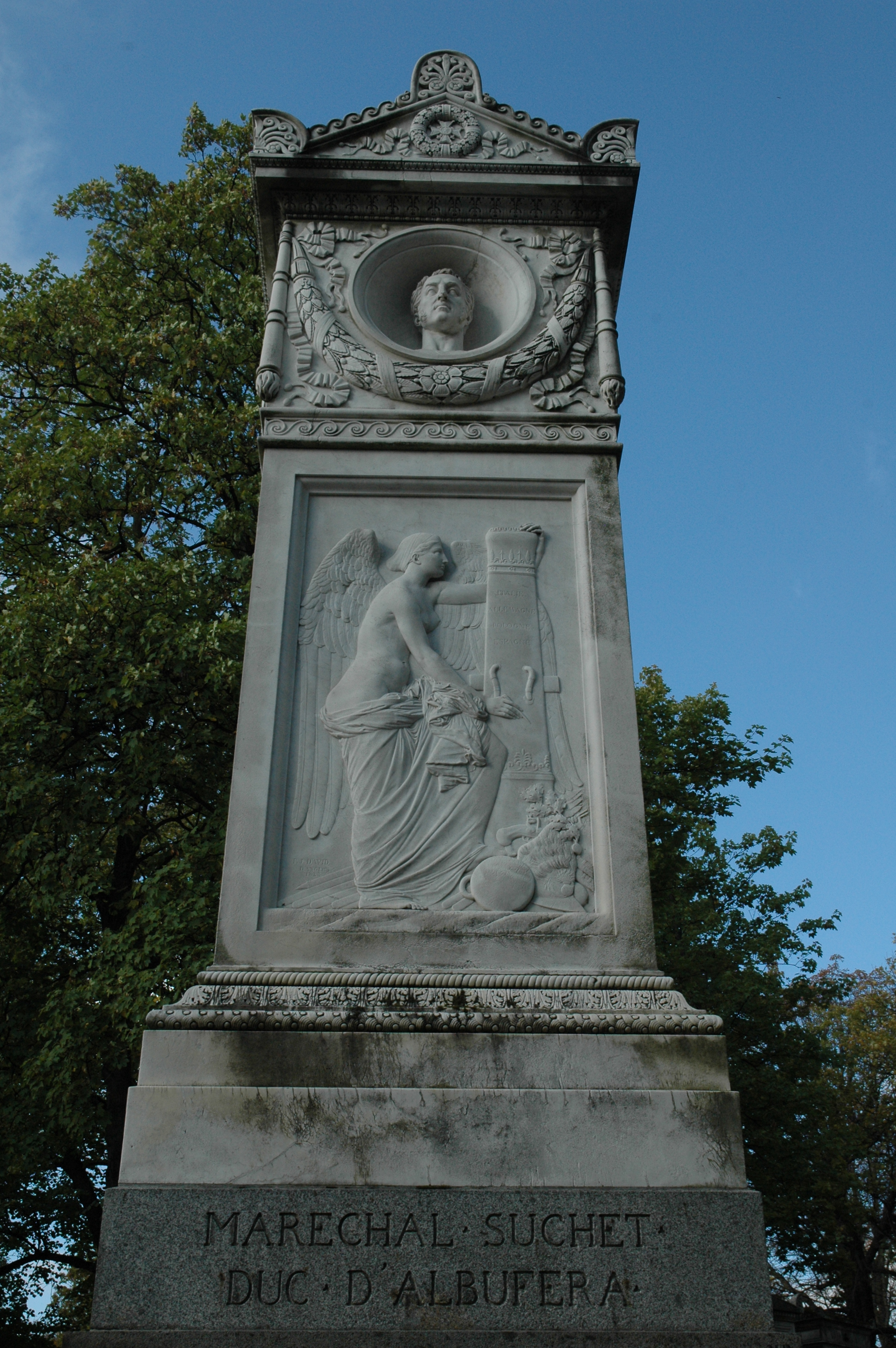
Mộ Suchet ở Paris

Suchet được sinh ra ở một xưởng dệt lụa ở Lyon. Ông định làm theo nghề kinh doanh của cha mình nhưng ông tình nguyện phục vụ trong đội kỵ binh thuộc Vệ quốc Quân ở Lyon, ông đã thể hiện khả năng thiên bẩm của mình nên được thăng chức rất nhanh chóng.
Trong 1793, ông đã thăng chức đến tiểu đoàn trưởng (chef de bataillon), khi ông bắt được một vị tướng người Anh là Charles O' Hara ở Toulon. Trong chiến dịch Italy năm 1796, ông đã bị thương ở Cerea vào ngày 11 tháng 10. Vào tháng 10 năm 1797, ông được phép chỉ huy một trung đoàn (demi-brigade).
Tháng 5 năm 1797, Suchet là một trong ba người trung tá của trung đoàn bộ binh 18, với chút hy vọng để thăng tiến. Ông được gửi đến Venice để mua đồng phục cho quân đội. Kể từ khi người dân Venice tin rằng trong tương lai, họ có thể bị cai trị bởi người Pháp, Suchet và một phụ tá đã được tôn vinh như Vua. Trong vòng hai tháng, họ đã sống trong một cung điện, có một chiếc thuyền gondola riêng và có chỗ ngồi đặc biệt ở nhà hát. Ngày 28 tháng 10 năm 1797, 150 sĩ quan thuộc sư đoàn của André Masséna đã tổ chức một bữa tối lớn. Đại tá của Hàng 32, Dominique Martin Dupuy dẫn Suchet tới bàn ăn của Napoleon Bonaparte và nói, "Thưa tướng quân, ngài có thể phong cho anh Suchet, bạn của tôi lên chức đại tá?" Bonaparte đã cố loại ông đi bằng cách trả lời, "Chúng ta sẽ xem xét chuyện đó sau." Sau đó Dupuy lấy một cái cầu vai của mình và đặt nó lên vai của Suchet, nói rằng, "Bằng khả năng của tôi, tôi phong anh làm đại tá." Hành động thô lỗ này đã mang lại kết quả, Bonaparte lập tức sai Louis-Alexandre Berthier chép đơn thăng chức cho Suchet.
Nghĩa vụ của ông ở Tyrol dưới sự chỉ huy của Joubert vào năm đó và ở Thụy Sĩ dưới sự chỉ huy của Brune sau đó đã được công nhận bằng cách thăng cho ông hàm thiếu tướng (général de brigade). Ông không tham gia chiến đấu trong chiến dịch Ai Cập nhưng ông được phong chức tham mưu trưởng của Brune vào tháng 8 và được phục hồi danh hiệu và kỷ luật của quân đội ở Ý. Vào tháng 7, 1799, ông được thăng chức trung tướng (général de division) và làm tham mưu trưởng cho Joubert ở Ý. Năm 1800, ông được chỉ định làm phó tướng cho Masséna. Ông khéo léo chống trả quân đoàn tinh nhuệ của Áo cùng với sự hỗ trợ của Masséna ở cánh trái, khi cánh phải và trung tâm bị chặn đứng ở Genoa, khiến quân Pháp không thể tiến quân từ hướng này nhưng ông đã đóng góp vào thành công của Napoleon khi vượt dãy Alps, đỉnh điểm trong trận Marengo ngày 14 tháng 6. Ông đã đóng vai trò rất xuất sắc trong những trận còn lại của chiến dịch Ý cho đến hiệp ước đình chiến Treviso.
Trong các chiến dịch ở năm 1805 và 1806, ông đã để lại tiếng tăm lớn ở các trận Austerlitz, Saalfeld, Jena, Pułtusk và Ostrolenka, đó là những trận cuối cùng ông chỉ huy bộ binh. Ông được phong chức bá tước vào ngày 19 tháng 3, 1808. Được điều tới Tây Ban Nha, ông tham gia vây hãm ở Saragossa, sau trận đó ông được bổ nhiệm làm chỉ huy của quân đoàn ở Aragon và được cai quản vùng này. Trong vòng 2 năm, ông làm cho vùng này trở nên hoàn thiện bởi các chính sách thông minh và khéo léo không kém gì sự dũng cảm tuyệt vời của ông. Bị đánh bại bởi quân Tây Ban Nha ở Alcañiz, ông đã quay trở lại và lợi hại hơn xưa bằng cách xử sạch quân của Blake y Joyes ở María vào ngày 14 tháng 6, 1809. Vào ngày 22 tháng 4, 1809, ông đánh bại O'Donnell tại Lleida. Sau cuộc bao vây ở Tarragona, ông được phong đến chức Thống chế vào ngày 8 tháng 7, 1811. Năm 1812, ông chiếm được Valencia, nhờ đó không lâu sau ông được phong làm Công tước của Albufera vào ngày 24 tháng 1. Khi dư luận đã chống lại nước Pháp, Suchet đã cố gắng bảo vệ những gì ông đạt được cho đến khi phải giảng hòa với Tây Ban Nha, sau đó ông tham gia vào chiến dịch bảo vệ với Thống chế Soult vào năm 1814.
Sau sự kiện Bourbon phục hoàng, vua Louis XVIII phong cho ông chức Quý tộc vào ngày 4 tháng 6 và một chỗ ở Thượng viện, nhưng chúng đã bị tước đi (ngày 24 tháng 7, 1815) bởi sự hỗ trợ của ông với sự trở lại của Napoleon trong Vương triều 100 ngày. Trong sự cai trị ngắn ngủi của Napoleon, Suchet chỉ huy quân đoàn biên giới Alpine.
Ông qua đời ở Cung điện Saint-Joseph gần Marseille vào ngày 3 tháng 1, 1826.

## Di sản
Ông đã viết hồi kí (Mémoires sur Ses Campagnes en Espayne) ra 2 quyển từ năm 1829 đến 1834.
Món thịt gà poularde à la d'Albuféra được đặt tên dựa theo tên ông.

## Gia đình
Ông kết hôn với Anthoine de Saint-Joseph (Marseille, 26 tháng 2 1790 – Paris, 13 tháng 4 1884), cháu gái của Julie Clary, vợ của Joseph Bonaparte, vào ngày 16 tháng 11 1808.
- Louise-Honorine (1811 - 1885)
- Louis-Napoleon (1813 – 1877)
- Anne-Marie (1820 – 1835)